# Nyssa (Oregon)
Nyssa è una città degli Stati Uniti d'America situata nell'Oregon, nella Contea di Malheur.